# Kaspars Gorkšs
Kaspars Gorkšs (ur. 6 listopada 1981 w Rydze) – piłkarz łotewski grający na pozycji środkowego obrońcy. Jego ostatnim klubem była Riga FC. 30 października 2017 roku poinformował o zakończeniu kariery piłkarza. 27 kwietnia 2018 roku został wybrany prezydentem Łotewskiego Związku Piłki Nożnej. Z tego stanowiska odwołany został pół roku przed końcem kadencji, 17 października 2019 roku. Dymisja Gorkšsa odbyła się na mocy głosowania podczas kongresu nadzwyczajnego federacji.

## Kariera klubowa
Karierę piłkarską Gorkšs rozpoczął w klubie Auda Ķekava. W 1999 roku awansował do kadry pierwszej drużyny i wówczas zadebiutował w niej w rozgrywkach 1. līgi. W Audzie występował do końca 2002 roku.
W 2003 roku Gorkšs przeszedł do szwedzkiego Östers IF. W pierwszej lidze szwedzkiej zadebiutował 8 kwietnia 2003 roku w przegranym 0:4 domowym meczu z Djurgårdens IF. Na koniec sezonu spadł z Östers do drugiej ligi. Na tym poziomie rozgrywek grał także w 2004 roku.
W 2005 roku Gorkšs został zawodnikiem zespołu Assyriska FF. Swój debiut w nim zanotował 12 kwietnia 2005 w domowym meczu z Hammarby IF, przegranym przez Assyriskę 1:2. W Assyrisce grał przez sezon.
W 2006 roku Gorkšs wrócił na Łotwę i został zawodnikiem FK Ventspils. Na koniec roku został z Ventspilsem mistrzem Łotwy. W 2007 roku odszedł do angielskiego Blackpool, z którym wywalczył awans z Football League One do Football League Championship. W Blackpool grał też w sezonie 2007/2008.
W 2008 roku Gorkšs odszedł z Blackpool do Queens Park Rangers. Zadebiutował w nim 9 sierpnia 2008 w zwycięskim 2:1 meczu z Barnsley. W 2011 roku awansował z Queens Park Rangers do Premier League.
Po awansie QPR Gorkšs odszedł z klubu i podpisał 3-letni kontrakt z grającym w Championship klubem Reading.
Następnie został wypożyczony do klubu Wolverhampton Wanderers F.C. dla którego zagrał 15 meczów.
W sezonie 2014/2015 Kaspars występował w Colchester United F.C.
Po opuszczeniu Anglii, obrońca podpisał kontrakt z greckim zespołem FK Ergotelis, w którym występował w 2015 roku. W sezonie 2015/2016 grał dla czeskiego zespołu FK Dukla Praga.
Po odejściu z Dukli Gorkšs wrócił na Łotwę trafiając do FK Liepāji i w 2016 roku zaliczył 13 spotkań. W 2017 występował w barwach Riga FC, w barwach której zagrał 19 razy i strzelił 3 bramki. Po sezonie 2017 za pośrednictwem mediów społecznościowych ogłosił zakończenie kariery.
| Sezon   | Klub                           | Kraj    | Rozgrywki      | Mecze | Bramki |
| ------- | ------------------------------ | ------- | -------------- | ----- | ------ |
| 1999    | Auda Ryga                      | Łotwa   | 1. līga        | 21    | 4      |
| 2000    | Auda Ryga                      | Łotwa   | 1. līga        | 28    | 5      |
| 2001    | Auda Ryga                      | Łotwa   | 1. līga        | ?     | ?      |
| 2002    | Auda Ryga                      | Łotwa   | 1. līga        | 28    | 0      |
| 2003    | Östers IF                      | Szwecja | Allsvenskan    | 8     | 0      |
| 2004    | Östers IF                      | Szwecja | Superettan     | 24    | 1      |
| 2005    | Assyriska FF                   | Szwecja | Allsvenskan    | 23    | 0      |
| 2006    | FK Ventspils                   | Łotwa   | Virslīga       | 28    | 5      |
| 2006/07 | Blackpool                      | Anglia  | League One     | 10    | 0      |
| 2007/08 | Blackpool                      | Anglia  | Championship   | 40    | 6      |
| 2008/09 | Queens Park Rangers            | Anglia  | Championship   | 31    | 0      |
| 2009/10 | Queens Park Rangers            | Anglia  | Championship   | 41    | 3      |
| 2010/11 | Queens Park Rangers            | Anglia  | Championship   | 42    | 3      |
| 2011/12 | Reading                        | Anglia  | Championship   | 42    | 3      |
| 2012/13 | Reading                        | Anglia  | Premier League | 14    | 1      |
| 2012/13 | Wolverhampton Wanderers (wyp.) | Anglia  | Championship   | 15    | 0      |
| 2013/14 | Reading                        | Anglia  | Championship   | 25    | 3      |
| 2014/15 | Colchester United              | Anglia  | League One     | 4     | 0      |

## Kariera reprezentacyjna
W reprezentacji Łotwy Gorkšs zadebiutował 24 grudnia 2005 roku w zremisowanym 1:1 meczu 2005 King's Cup z Tajlandią. W swojej karierze grał już z Łotwą w eliminacjach do Euro 2008, MŚ 2010, Euro 2012, MŚ 2014, Euro 2016 oraz w eliminacjach do MŚ 2018. Licznik występów Gorkšsa w narodowej kadrze zatrzymał się na 89 spotkaniach, w których zdobył 5 bramek.

## Po zakończeniu kariery
28 kwietnia 2018 roku Kaspars Gorkšs został wybrany na prezydenta Łotewskiego Związku Piłki Nożnej.
18 sierpnia 2018 roku odbył się ostatni w karierze mecz Kasparsa. Wystąpił on w spotkaniu 1. ligi łotewskiej (drugi poziom rozgrywkowy) w barwach swojego pierwszego klubu FK Auda przeciwko drużynie BFC Daugavpils/Progress. W tym meczu Kaspars założył opaskę kapitana a jego zespół uległ rywalowi 0-6. Na boisku wystąpiło także dwóch braci Kasparsa – Jorens i Rihards. Gorkšs otrzymał w tym meczu pamiątkową koszulkę Audy ze swoim nazwiskiem, którą wręczył mu jego ojciec Juris, będący prezydentem Audy.
Pod koniec stycznia 2019 roku, do sekretarza generalnego federacji wpłynął list z wnioskiem o dymisję Gorkšsa ze stanowiska prezydenta LFF. Najpoważniejsze zarzuty to: deficyt budżetowy w wysokości 2,5 miliona euro, fatalna organizacja oraz fakt, że narodowa reprezentacja od ok. 2 miesięcy pozostaje bez trenera. W związku z tym kongres nadzwyczajny zwołano 28 lutego 2019 roku w jednej z auli Uniwersytetu Łotwy. W zgromadzeniu wzięło udział 133 ze 141 zarejestrowanych w federacji członków. Z ramienia UEFA w Rydze przemawiał Niemiec Oliver Jung. Ostatecznie w głosowaniu dotyczącym odwołania Gorkšsa padł wynik 87-42 na korzyść prezydenta LFF. Na mocy tej decyzji Gorkšs pozostał na swoim stanowisku. Vadims Ļašenko z którego inicjatywy zwołano kongres miał być w posiadaniu nagrań, świadczących o umowach Gorkšsa z Olegiem Gavrilovem, byłym prezesem Daugavy Daugavpils, który za korupcję został dożywotnio wykluczony ze struktur LFF. Finalnie Ļašenko, prezes łotewskiej federacji Futsalu (przegrał z Gorkšsem w wyborach na prezesa LFF w kwietniu 2018), nagrań na kongresie nie ujawnił, gdyż jak stwierdził „nie był akurat w czasie kongresu w posiadaniu zapisu tych nagrań, więc nie było sensu poruszać tego tematu”.
17 października 2019 odbył się następny kongres w sprawie Gorkšsa. W głosowaniu wzięło udział 129 cżłonków federacji, z których 67 opowiedziało się za dymisją prezesa, 60 było przeciw, a 2 wstrzymało się od głosu. Według strony opozycyjnej w łotewskim związku piłki nożnej, lista zarzutów pod adresem Gorkšsa wynosiła 7 punktów:
1. Katastrofalna sytuacja organizacyjna w dziale księgowości krajowego związku.
2. Liczne rezygnacje doświadczonych członków federacji, którzy mieli nie akceptować stylu pracy zaproponowanego przez Kasparsa Gorkšsa.
3. Brak efektów poszukiwań nowego sekretarza generalnego.
4. Niezakończone prace prawne nad sprawozdaniem finansowym federacji za 2018 rok.
5. Brak wdrożenia planu infrastrukturalnego na 2019 rok.
6. Podejrzane transakcje finansowe z konta federacji, nieposiadające uzasadnienia.
7. Brak doświadczenia administracyjnego, oraz w niektórych przypadkach również w branży piłkarskiej, w gronie głównych zarządzających federacją.

Kongres i jego przebieg wzbudził dużo emocji w środowisku łotewskiej piłki, poza samym głosowaniem uwagę zwróciły zwłaszcza kontrowersyjne wypowiedzi przedstawicieli klubu Futbola Skola Metta/LU – Ģirtsa Mihelsonsa i Andrisa Rihertsa. Od czasu odwołania Gorkšsa federacja pozostaje bez prezesa. Na 24 kwietnia 2020 wyznaczono datę kongresu związku, na którym wybrany zostanie nowy przewodniczący.